# Maria Robsahm
Pour les articles homonymes, voir Robsahm.
Maria Robsahm (avant juin 2008 Maria Carlshamre, née Maria Kelldén le 3 février 1957 à Enköping), est une femme politique suédoise.
Membre des Libéraux puis de l'Initiative féministe en 2006, elle siège au Parlement européen de 2004 à 2009.